# Mark McNamara
Mark Robert McNamara (San Jose, 8 giugno 1959 – 27 aprile 2020) è stato un cestista statunitense, professionista nella NBA, in Italia e in Spagna.

## Carriera
Venne selezionato dai Philadelphia 76ers al primo giro del Draft NBA 1982 (22ª scelta assoluta).

## Palmarès
- Campionato NBA: 1

Philadelphia 76ers: 1983